# Vlag van Regge en Dinkel

Vlag van Regge en Dinkel
(1970-2014)

De vlag van Regge en Dinkel is op 27 maart 1970 vastgesteld als de vlag van het waterschap Regge en Dinkel. De vlag kan als volgt worden beschreven:
Vijf golvende banen diagonaal vanaf de bovenste vlucht, van groen en blauw, met in het broektop twee rode geopende kastelen van 1/5 vlaghoogte.
De vlag, in een zeer opmerkelijke combinatie van kleuren, toont de twee rivieren Regge en Dinkel die door de groene velden stromen; de twee torens uit het wapen stellen de belangrijke steden in de regio voor.
Vanaf 2014 is de vlag niet langer als de vlag van deze waterschap in gebruik omdat het waterschap Regge en Dinkel in het nieuwe waterschap Vechtstromen op is gegaan.

## Verwante afbeeldingen

Wapen van Regge en Dinkel
Vlag van Vechtstromen

Aa en Maas · Amstel, Gooi en Vecht · Brabantse Delta · Delfland · De Dommel · Drents Overijsselse Delta · Fryslân · Hollands Noorderkwartier · Hollandse Delta · Hunze en Aa's · Limburg · Noorderzijlvest · Rijn en IJssel · Rijnland · Rivierenland · Scheldestromen · Schieland en de Krimpenerwaard · De Stichtse Rijnlanden · Vallei en Veluwe · Vechtstromen · Zuiderzeeland
Voormalige waterschappen: 
De Aa · De Aarlanden · Alblasserwaard en de Vijfheerenlanden · De Alm · Amelander Grieën · Amstel- en Gooiland · Amstelland · Boarn en Klif · De Bovenvecht · Drentse Aa · Duurswold · Eemszijlvest · Goeree-Overflakkee · Gouwelanden · Groot Maas en Waal · Groot-Haarlemmermeer · Groot-Waterschap van Woerden · Groote Waard · Haarlemmermeerpolder · Hulster Ambacht · IJsselmonde · Krimpenerwaard · Land van Heusden en Altena · Het Lange Rond · Lauwerswâlden · Leidse Rijn · Linge · De Maaskant · Het Maasterras · Mark en Dintel · Marne-Middelsee · Meer en Woude · De Middelsékrite · De Nederwaard · Noord-Beveland · Noord- en Zuid-Beveland · Noord-Limburg · Noord-Veluwe · Noordhollands Noorderkwartier · Noordoostpolder · Noordwoude · Oldambt · Oude IJssel · De Overwaard · De Proosdijlanden · Purmer · Regge en Dinkel · De Runde · Salland · Schermer · Schieland · De Schipbeek · Schouwen-Duiveland · Sevenwolden · De Stellingwerven · Tholen · Tusken Waed en Ie · Uitwaterende Sluizen in Kennemerland en West-Friesland · De Vechtlanden · De Vier Noorder Koggen · Het Vrije van Sluis · De Waadkant · Walcheren · Waterland · De Waterlanden · Westergo's IJsselmeerdijken · Westerkwartier · Westfriesland · Wilck en Wiericke · Wilhelminapolder · Zuiveringschap Limburg